# Valdemar Rørdam
Valdemar Rørdam (ur. 23 września 1872 w Stege na wyspie Møn, zm. 14 czerwca 1946 w Svendborgu na wyspie Fionia) – duński poeta.
W 1916 wydał zbiór wierszy Den gamle præstegård, a w 1918 Købstads-idyller. Był zdecydowanym antykomunistą, a także antysemitą; podczas II wojny światowej współpracował z Niemcami. Wyrażał poparcie dla Finlandii w wojnie zimowej z ZSRR 1939–1940, w której jego syn walczył jako ochotnik. Pisał wiersze inspirowane ideologią nazistowską, m.in. w 1941 napisał wiersz na cześć Hitlera Saa kom den dag (Więc nadszedł ten dzień). Po ataku Niemiec na ZSRR wzywał Duńczyków do wsparcia Niemiec i Finlandii w tej wojnie. Tłumaczył na duński polską literaturę, m.in. Pana Tadeusza Mickiewicza, Chłopów Reymonta i wiersze Słowackiego.

## Odznaczenia
- Złoty Wawrzyn Akademicki (5 listopada 1938)[1]
- Srebrny Wawrzyn Akademicki (4 listopada 1937)[2]